# 1909-es norvég labdarúgókupa
A 1909-es norvég labdarúgókupa a Norvég labdarúgókupa 8. szezonja volt. A címvédő a Lyn csapata volt. A versenyen a helyi szövetségi liga (kretsserier) bajnokai vehettek részt, kivéve azokat a csapatokat, amelyeket Smaaleneben vagy Kristiania og omegnben alapítottak meg, mert azoknak a kluboknak külön kupa-selejtező versenyt rendeztek. A szezonban hat csapat vett részt. A tornát a Lyn csapata nyerte meg, immár második alkalommal.

## Első kör
| 1. csapat            | Eredmény | 2. csapat   |
| -------------------- | -------- | ----------- |
| 1909. szeptember 18. |          |             |
| Ulf (Drammen)        | 0–2      | Odd         |
| Lyn (Gjøvik)         | 2–4      | Fredrikstad |

- A Lyn és a Trondhjems Teknikere csapata mérkőzés nélkül továbbjutott

## Elődöntők
| 1. csapat            | Eredmény | 2. csapat            |
| -------------------- | -------- | -------------------- |
| 1909. szeptember 25. |          |                      |
| Lyn                  | 9–2      | Fredrikstad          |
| Odd                  | 2–0      | Trondhjems Teknikere |

## Döntő
| 1909. szeptember 26. |

| Lyn | 4–3 (h. u.) | Odd |
| --- | ----------- | --- |
|     |             |     |

| Frogner stadion, Kristiania Nézőszám: 4 000 Játékvezető: Christian Wiese (Akademisk) |

| A Lyn játékoskerete: |  |                       |
|                      |  |                       |
| K                    |  | August Heiberg Kahrs  |
| H                    |  | Ola Tygesen           |
| H                    |  | Paul Due              |
| Kp                   |  | Henrik Nordby         |
| Kp                   |  | Erling Lorck          |
| Kp                   |  | Hjalmar Syversen      |
| Cs                   |  | Alf Paus              |
| Cs                   |  | Knut Heyerdahl-Larsen |
| Cs                   |  | Victor Nysted         |
| Cs                   |  | Erling Maartmann      |
| Cs                   |  | Rolf Maartmann        |

| Az Odd kerete: |  |                    |
|                |  |                    |
| K              |  | Thostrup Rødseth   |
| H              |  | Peder Henriksen    |
| H              |  | Henry Pettersen    |
| Kp             |  | August Fredriksen  |
| Kp             |  | Marius Lund        |
| Kp             |  | Einar Pedersen     |
| Cs             |  | Otto Olsen         |
| Cs             |  | Berthold Pettersen |
| Cs             |  | Bjarne Gulbrandsen |
| Cs             |  | Thormod Lie        |
| Cs             |  | Henry Reinholdt    |